# Фергус
Фергус, сын Ройга (ирл. Fearghus Mac Róich) — легендарный ирландский герой. Его имя значит «мужская сила».
По преданию, Фергус был одним из правителей королевства уладов на севере Ирландии (по другим источникам, — приближённым короля Конхобара). В саге «Изгнание сыновей Уснеха» он выступает одним из поручителей Конхобара перед сыновьями Уснеха в том, что при их возвращении на родину им будет сохранена жизнь. Когда Конхобар нарушил своё слово, Фергус сражался на стороне сыновей Уснеха и поджёг Эмайн Маху, после чего ушёл в Коннахт к Айлилю и Медб, уведя с собой три тысячи воинов. В течение шестнадцати лет после описанных событий он и его войско совершали опустошительные набеги на Улад.
Затем принимал участие в Похищении Быка из Куальнге. Когда приёмный сын Фергуса Кухулин, сражавшийся на стороне уладов, начал убивать ирландцев одного за другим, Медб упросила Фергуса сразиться с ним. Фергус попросил Кухулина отступить перед ним на глазах ирландцев, пообещав, что в решающей битве, когда Кухулин будет «исколот, кровью покрыт и изранен», отступит Фергус, а вслед за ним побежит и все ирландское войско. Кухулин согласился.
В битве у Гайрех и Илгайрех Фергус бился с Конхобаром, однако их разнял сын Конхобара Кормак Конд Лонгес. К тому времени Кухулин был сильно изранен и не принимал участия в битве, но, услышав удары Фергуса о щит Конхобара, не выдержал и прорубил себе путь к противнику своего повелителя. Кухулин потребовал вернуть долг, и Фергус отступил. Вместе с ним бежала и вся ирландская армия.
Убит по приказу Айлиля, который подозревал Фергуса в связи с Медб.
У Фергуса был меч огромный Каладболг (по некоторым преданиям меч Лейте, или Фергуса мак Лейте, выкованный в холмах сидов), который светился, словно радуга, когда его заносили для удара.